# Tunnel Sandberg
Der Tunnel Sandberg ist ein 1320 Meter langer Eisenbahntunnel der Neubaustrecke Ebensfeld–Erfurt zwischen den Streckenkilometern 161,282 und 162,602.
Die Röhre verläuft westlich der Ortsteile Traßdorf und Niederwillingen der Stadt Stadtilm etwa 20 Kilometer südlich von Erfurt durch den Sandberg. Die Bundesautobahn 71 wird bei einer Überdeckung von 45 m unterfahren. Die Gradiente der Strecke fällt Richtung Norden hin ab.
Der Tunnel zählt zum Bauabschnitt 3230 der Neubaustrecke.
Der Tunnel ist zusammen mit der Strecke im Dezember 2017 in Betrieb gegangen. Das Auftragsvolumen belief sich auf etwa 18,6 Millionen Euro.

## Geologie
Der Tunnel liegt im Mittleren Buntsandstein insbesondere mit Sand-, aber auch Tonsteinen. Der freie Grundwasserspiegel liegt durchgängig unterhalb der Tunnelsohle.

## Geschichte

### Planung
Bereits 1996 lag die geplante Länge des Tunnels bei 1320 m.

### Bau
Die Bauarbeiten an dem zweischaligen Tunnel begannen im Juli 2000 von Norden. Auf einer Länge von 1280 m wurde der Tunnel bergmännisch mit Spritzbetonbauweise aufgefahren. Auf einer Länge von 40 m kam eine offene Bauweise zur Anwendung. Der Durchschlag im Süden erfolgte im Mai 2001, die Innenschale wurde zwischen Juni 2001 und Mai 2002 hergestellt. Mit der Fertigstellung der Rettungsplätze wurde der Rohbau im August 2002 abgeschlossen.
Der Ausbruchsquerschnitt lag bei rund 126 m² bei einem Nutzquerschnitt von 92 m². Die zweilagige Innenschale wurde in Blocklängen von 12,5 m ausgeführt, mit Abweichungen an beiden Portalen.
Der Anfall an Tunnelwasser war mit etwa 0,45 l/s gering.
Am 8. April 2017 fand eine Rettungsübung mit etwa 300 Rettungskräften im Tunnel statt.

## Sicherheitskonzept
Entsprechend der Tunnel-Richtlinie des Eisenbahn-Bundesamtes verfügt das Tunnelbauwerk u. a. über Rettungsplätze an beiden Portalen sowie einen Notausgang bei Streckenkilometer 161,603. Der führt über einen 95 m langen Stollen und einen Schacht (50° 45′ 4,42″ N, 11° 0′ 24,16″ O) ins Freie und ist mit einer Schleuse und einem Stauraum ausgerüstet. An den Rettungsplätzen wurden Löschwasserbehälter mit einem Volumen von je 100 m³ errichtet.

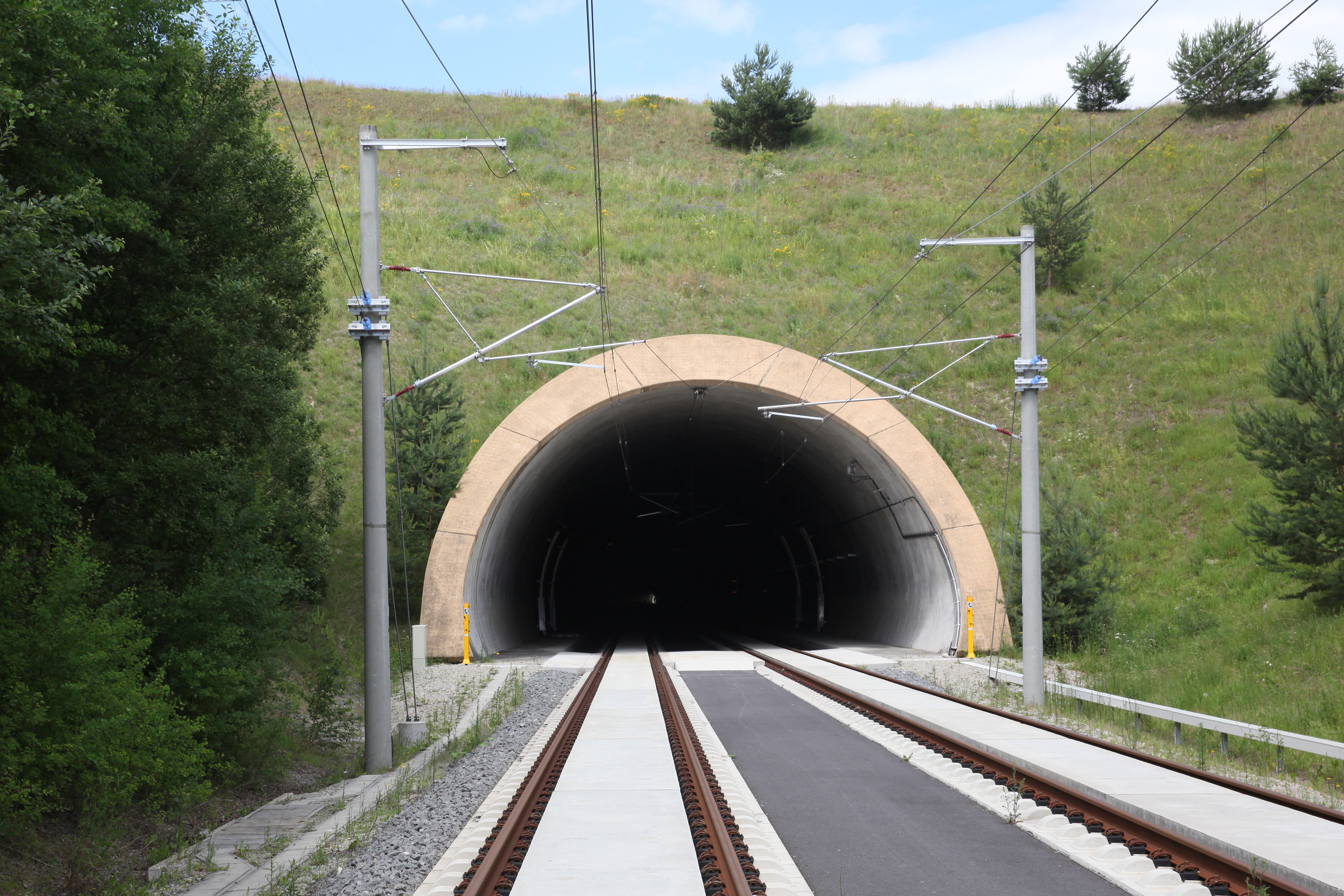
Südportal (2016)
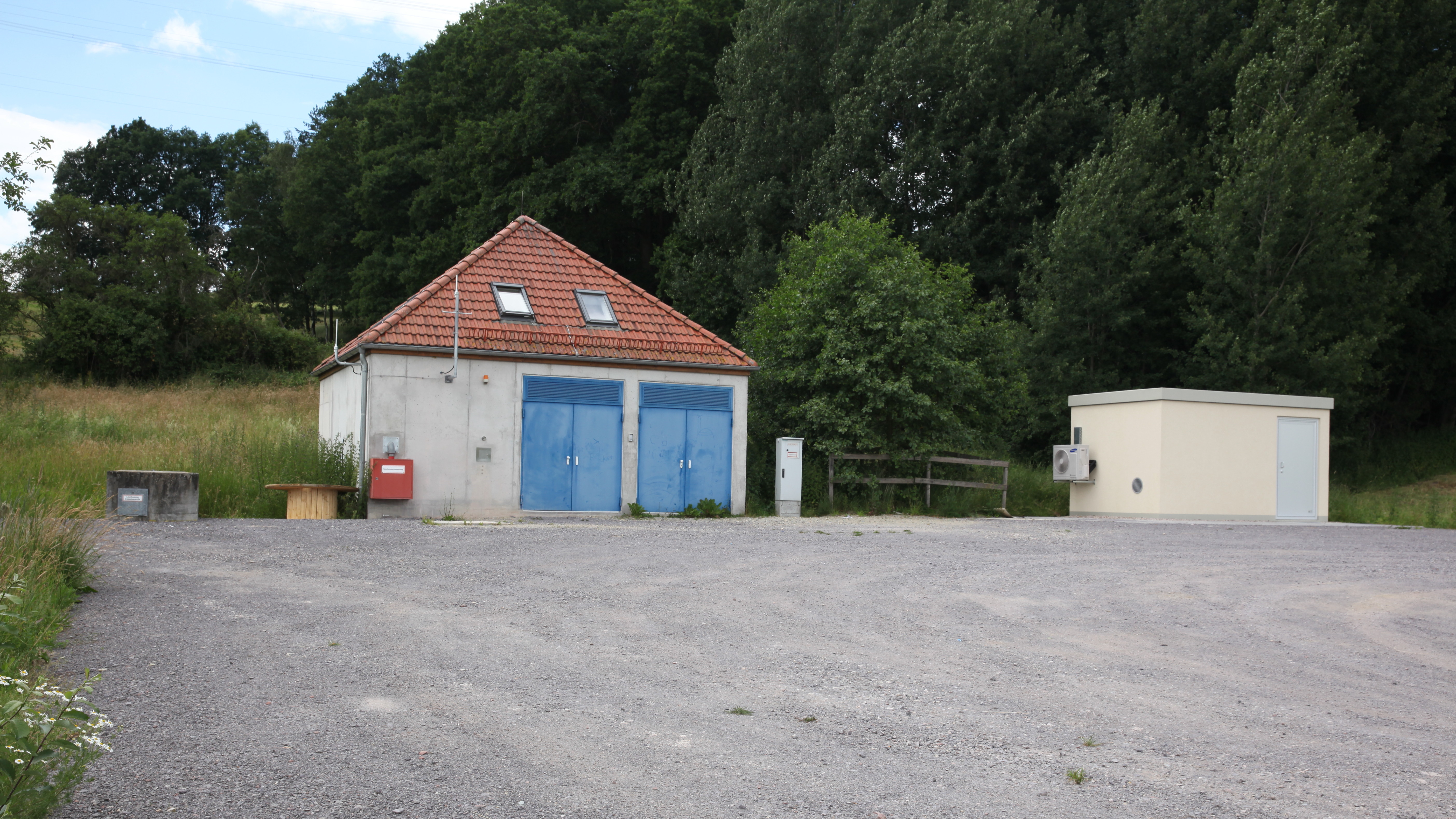
Schachtgebäude (2016)
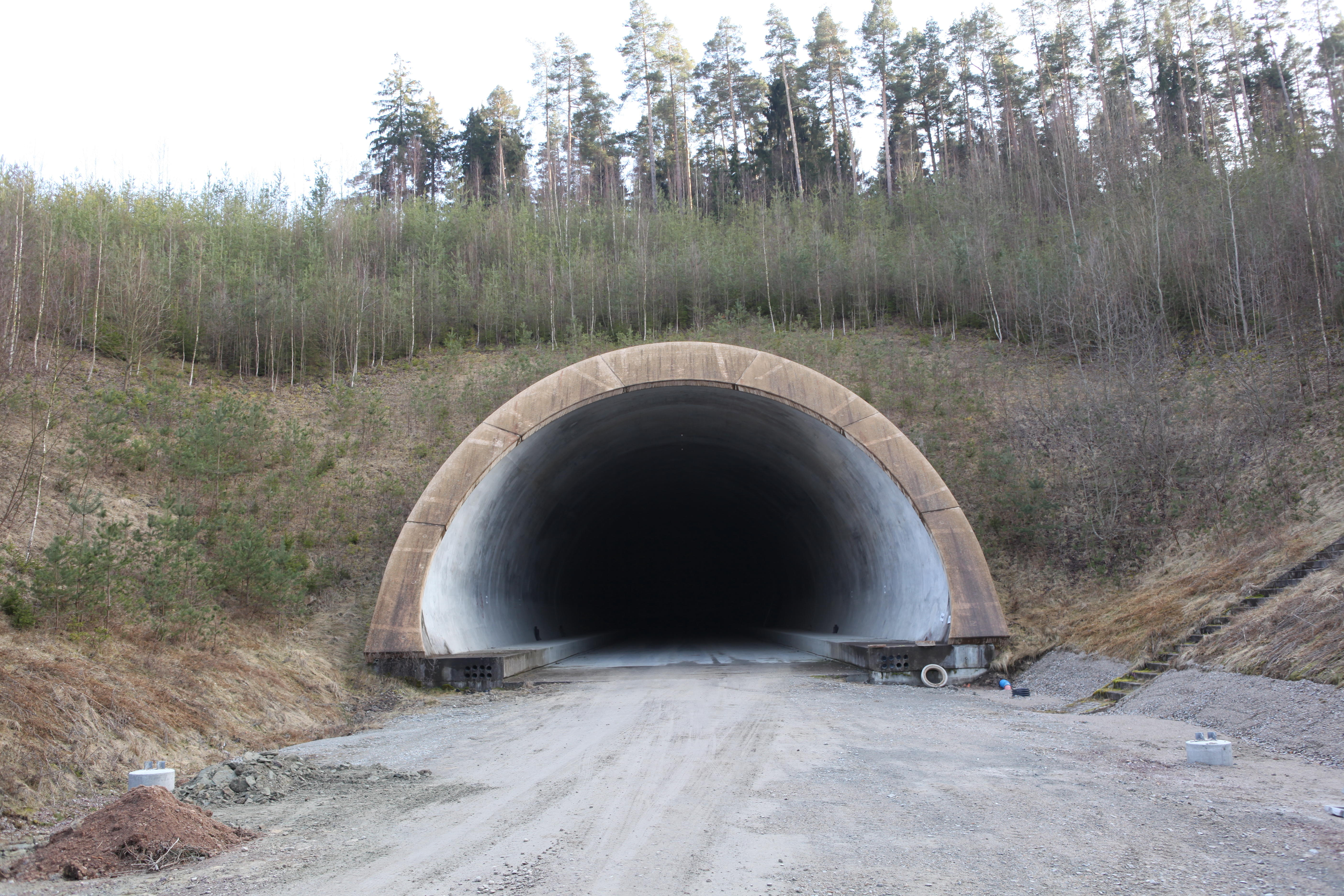
Nordportal (2012)